# Farol de São João
O Farol de São João é um farol localizado na ilha Maiaú (ou São João) ao largo da cidade de Turiaçu, entre Belém e São Luís, localizada no Estado do Maranhão, no Brasil.
Este farol é propriedade da Marinha do Brasil e é administrado pelo Centro de Sinalização Náutica e Reparos Almirante Moraes Rego (CAMR) dentro da Diretoria de Hidrografia e Navegação (DHN).

## História
Um primeiro farol, construído em 1884, consistia numa torre hexagonal pintada de vermelho, com uma altura de plano focal originalmente de 24 metros.
O farol atual é uma torre cilíndrica de concreto com 30 m de altura, com lanterna no topo, montada sobre base retangular térrea. É pintado de branco com seis listras horizontais pretas.
O farol, construído em 1940, está erguido na ilha de Maiaú, a cerca de 25 km da costa de Turiaçu e cerca de 210 km a noroeste da cidade de São Luís. A 38 m acima do nível do mar, emite um flash branco a cada 10 segundos. Seu alcance máximo é de aproximadamente 36 quilômetros. Está equipado com radar Racon que emite a letra O em código Morse.
Identificadores: ARLHS: BRA250; BR0496 - Almirantado: G0072 - NGA: 17672.

## Luz caracteristica
- Frequência superior a 10 segundos: 4 flashes
  - Luz: 2 segundos
  - Escuridão: 8 segundos

### Observação
Visibilidade obscurecida quando marcado acima de 311º